# اصیل (شهر)
اصیل (شهر) (به لاتین: Esil) یک زیستگاه انسانی در قزاقستان است که در شهرستان اصیل، آق‌مولا واقع شده‌است.

## خصوصیات
اصیل ۱۱٬۵۵۱ نفر جمعیت دارد.